# (5004) Bruch
(5004) Bruch es un asteroide perteneciente al cinturón de asteroides, descubierto el 8 de septiembre de 1988 por Freimut Börngen desde el Observatorio Karl Schwarzschild, en Tautenburg, Alemania.

## Designación y nombre
Designado provisionalmente como 1988 RR3. Fue nombrado Bruch en honor al compositor alemán Max Bruch conocido por su gran primer concierto de violín.

## Características orbitales
Bruch está situado a una distancia media del Sol de 2,241 ua, pudiendo alejarse hasta 2,396 ua y acercarse hasta 2,085 ua. Su excentricidad es 0,069 y la inclinación orbital 3,343 grados. Emplea 1225 días en completar una órbita alrededor del Sol.

## Características físicas
La magnitud absoluta de Bruch es 14,2. Tiene 3,619 km de diámetro y su albedo se estima en 0,234.